# Іванівка (Юр'ївська територіальна адміністрація)
Іванівка (рос. Ивановка) — село у Губкінському районі Бєлгородської області Російської Федерації.
Населення становить 46  осіб. Входить до складу муніципального утворення Губкінський міський округ, Юр'євська територіальна адміністрація.

## Історія
Населений пункт розташований у східній частині української суцільної етнічної території — східній Слобожанщині.
Згідно із законом від 20 грудня 2004 року № 159 від у 2004—2007 роках органом місцевого самоврядування було Коньшинське сільське поселення.

## Населення
| 2002 | 2010 | 2011 | 2013 | 2015 | 2016 |
| ---- | ---- | ---- | ---- | ---- | ---- |
| 77   | ↘54  | ↗61  | ↘52  | ↘50  | ↘46  |